# Савичевский, Станислав
Стани́слав Савиче́вский  (пол. Stanisław Florian Sawiczewski, 1866—1943) — польский пейзажист и иллюстратор.
Учился в Краковской школе изящных искусств под руководством Матейки, в Мюнхенской академии художеств.
Из картин, наиболее известны «Мост Елисаветы в Вене» и «Пристань на Висле».